# Tuhegeo I
Tuhegeo I is een bestuurslaag in het regentschap Gunungsitoli van de provincie Noord-Sumatra, Indonesië. Tuhegeo I telt 360 inwoners (volkstelling 2010).